# 1847 en Lorraine
Chronologie de la Lorraine
- 1843
- 1844
- 1845
- 1846
- 1847
- 1848
- 1849
- 1850
- 1851

Cette page est une liste d'événements qui se sont produits durant l'année 1847 en Lorraine.

## Événements

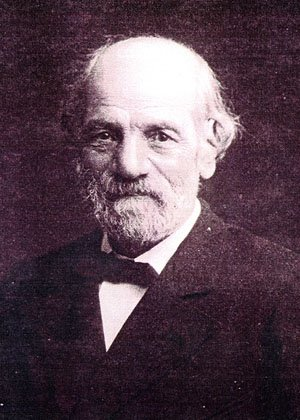
Olry Terquem.

- Olry Terquem intervient dans la controverse de l'Hettangien[1], premier étage du Jurassique, qui atteint son apogée en 1852. Cette controverse oppose les tenants de la géologie appliquée — corps des ingénieurs des Mines — aux géologues amateurs qui comprirent les premiers le rôle de la paléontologie dans l'étude de la stratigraphie. L'analyse de la controverse permet de considérer Olry Terquem comme le véritable découvreur de l'Hettangien[2].
- Mr Levallois, ingénieur des Mines, est l'un des premiers à faire état de la roche de Thélod, mais il n'y voit pas de une roche éruptive, mais des  « marnes supraliasiques converties en pierres sonores (..) par une action ignée »[3],[4].
- Paraissent dans le département de la Meurthe les journaux suivants : L'Espérance (Catholique), Le Journal de la Meurthe (centre), L'impartial (Centre gauche) et Le Patriote (Gauche)[5].
- Découverte de charbon près de Petite-Rosselle mais le charbon Lorrain ne sera exploité qu'en 1856[6].
- À la suite du décès du député Virgile Schneider, Charles Gabriel César Gudin se présente, en août 1847, à l'Élection législative partielle et est élu député du 6e collège de la Moselle (Sarreguemines). Il siège dans la majorité soutenant la monarchie de Juillet jusqu'en février 1848.

- 9 octobre : éclipse annulaire visible du nord-est au centre-est de la France[7],[8].

### Édition
- Jean Cayon : Monuments anciens et modernes de la ville de Nancy, ancienne capitale de lorraine  (EAN 9782012590038).

## Inscriptions ou classement aux titre des monuments historiques
- En Moselle : Église Saint-Hilaire de Jussy[9]

## Naissances

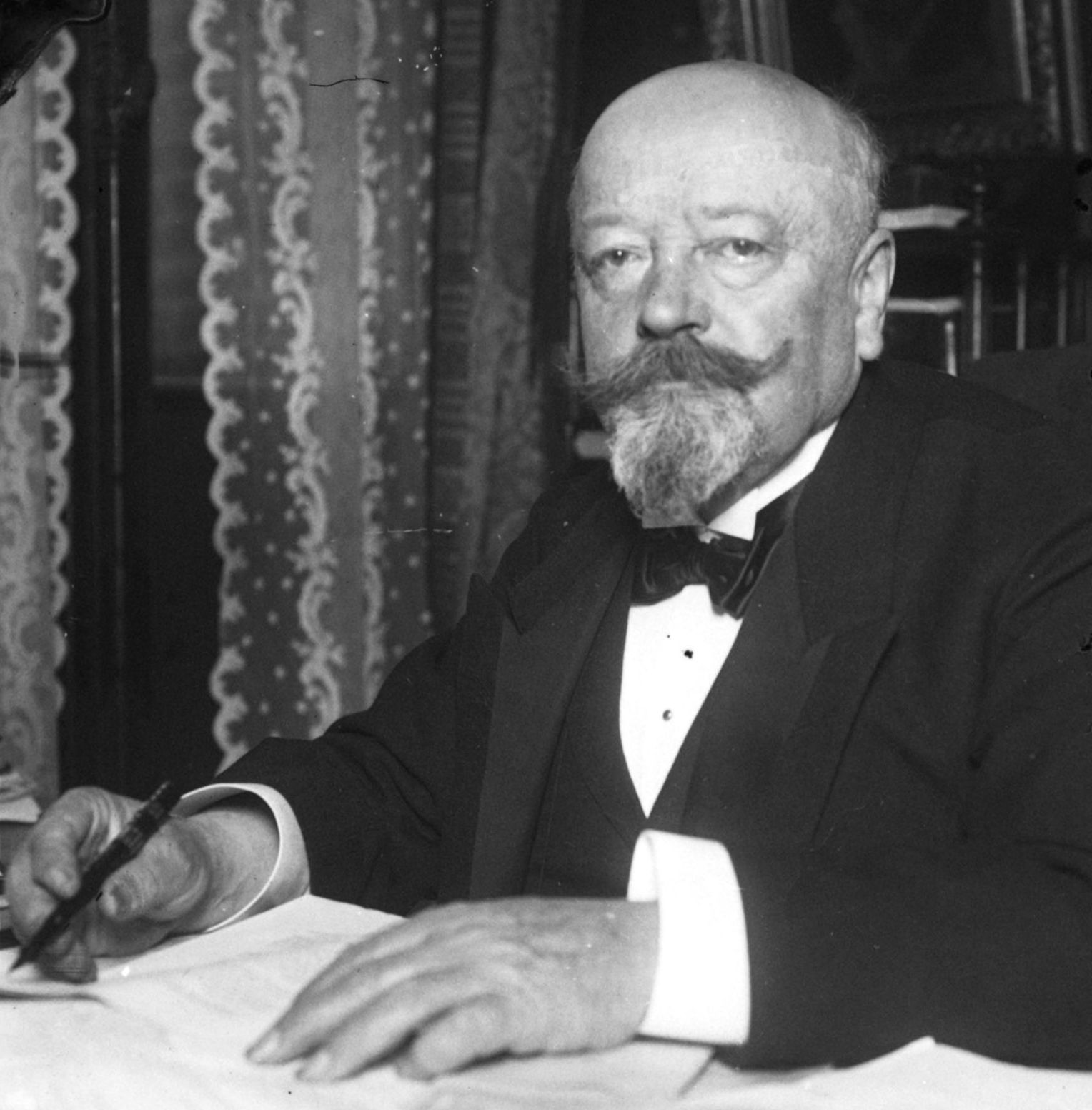
Henry Boucher.

- 14 janvier à Nancy : Charles René Zeiller, mort le 27 novembre 1915 à Paris, est un paléobotaniste français.
- 1er avril à Lorquin : Jules Nicolas Crevaux, tué le 27 avril 1882 sur les bords du río Pilcomayo en Argentine, médecin militaire français, explorateur de la Guyane.
- 7 avril à Landroff : Joseph Eugène Pougnet, décédé en 1892, ingénieur lorrain. Il fut député protestataire au Reichstag.
- 15 avril à Épinal : Achille Marie Gaston Floquet, mort le 7 octobre 1920 à Nancy, est un mathématicien français.
- 6 mai à Metz : Marie Bourgault-Ducoudray, née Marie Joséphine Jourjon, morte le 21 novembre 1885 à Paris, sculptrice française.
- 2 août à Lunéville : Edmond Delorme, médecin militaire et chirurgien français, mort à Paris le 25 janvier 1929.
- 3 septembre : Henri Castillard, homme politique français, décédé le 22 juillet 1927 à Paris.
- 19 septembre à Bruyères : Henry Boucher, mort le 1er février 1927 à Nancy en Meurthe-et-Moselle, homme politique français.
- 21 novembre à Nancy : Georges Renard, mort le 14 mai 1943 à Levallois-Perret, avocat, professeur de droit public et philosophe du droit français, ordonné prêtre à la fin de sa vie.
- 24 décembre à Metz : Justin Dennery (décédé en 1928), général de brigade français, auteur d'ouvrages militaires et d'articles biographiques[10].

## Décès
- 24 mars à Nancy : Antoine Drouot, né le 11 janvier 1774 à Nancy , général d'artillerie français du Premier Empire, pair de France. Napoléon Ier dira de lui : « Il n'existait pas deux officiers dans le monde pareils à Murat pour la cavalerie et à Drouot pour l'artillerie[11]. »
- 14 novembre à Vaucouleurs (Meuse) : Joseph Joachim Bonvié, homme politique français né le 26 juillet 1770 à Chaumont-la-Ville (Haute-Marne).